# アセノスフェア

1.地殻、2.マントル、3a.外核、3b.内核
4.リソスフェア、5.アセノスフェア

アセノスフェア (アセノスフィア、英: asthenosphere）あるいは岩流圏 (がんりゅうけん) とは、地球の内部の層の一つ。

## 概要
マントルを力学的性質で分類したうち、リソスフェア（プレート）とメソスフェアの間の部分。上部マントル中に位置し、深度100キロメートルから300キロメートルの間にある。地震波の低速度域であり、物質が部分溶融し、流動性を有している。低速度域のみがアセノスフェア（アセノスフィア）とされるが、場合によっては下限を660キロメートルの面と考える説もある。
マントル構成層であり、主要組成はかんらん岩で鉱物相もかんらん石（α相）である。電気伝導性、電流異方性を示す。
発散型プレート境界においては、アセノスフェア（アセノスフィア）は地表に近いところまで上昇している。